# Egelskop
Egelskop (Sparganium) is een geslacht uit de egelskopfamilie (Sparganiaceae).
In Nederland komen vier soorten van nature voor:
- Drijvende egelskop (Sparganium angustifolium)
- Kleine egelskop (Sparganium emersum)
- Grote egelskop (Sparganium erectum)
- Kleinste egelskop (Sparganium natans)

De grote egelskop is te herkennen aan zijn hoge vertakte stengel waar de bloeiwijze aan zit. Bij de kleine egelskop is de stengel niet vertakt. Beide planten komen voor op een voedselrijke bodem in een rietland of in een krekengebied.